# Vizcaya (Lugo)
Vizcaya (llamada oficialmente Bizcaia) es una aldea española actualmente despoblada, situada en la parroquia de Arrojo, del municipio de Sober, en la provincia de Lugo, Galicia.

## Demografía
| Gráfica de evolución demográfica de Vizcaya entre 2000 y 2021 |
|                                                               |
| Datos según el nomenclátor publicado por el INE.              |